# Ângelo Correia
José Ângelo Ferreira Correia ComC (Almada, Almada, 18 de Julho de 1945) é um empresário e político português.

## Biografia
Estudou no Liceu Nacional D. João de Castro[carece de fontes?], em Lisboa, e obteve duas licenciaturas, uma em Engenharia Químico-Industrial, no Instituto Superior Técnico, em 1968, e outra em Organização e Gestão de Empresas, no Instituto de Estudos Sociais, atual ISCTE-IUL, em 1973. Cumpriu o serviço militar em Timor-Leste.
Iniciou a sua carreira profissional na função pública, como técnico superior da Junta Nacional Industrial, passando em seguida para o Gabinete de Estudos e Planeamento do Ministério da Educação, até ser nomeado chefe da Divisão Financeira e Administrativa do Instituto de Alta Cultura. Integrou depois o Secretariado Técnico da Presidência do Conselho de Ministros, até enveredar por uma carreira na administração de empresas.
Entre as empresas em que exerceu funções de administração constam a VMPS - Vidago, Melgaço e Pedras Salgadas, Lisboagás, Portgás, Phillips Portuguesa, Tertir, Cipol, Turistrela, Figueira Paraindustria, GDP Distribuição, All2it, Burgo Fundiários, Pavilis, Drink-In, Transinsular, Totta Urbe e Solidal.
Entretanto também presidiu à Associação Nacional das Empresas Operadoras Portuárias (1992-1995) e à Associação de Empresas de Segurança Privada (2008-2010).
Membro da SEDES, participou na criação do Partido Popular Democrático, ao qual aderiu em maio de 1974. Foi deputado à Assembleia Constituinte (1975-1976) e à Assembleia da República (1976-1995), onde presidiu às Comissões Parlamentares de Defesa Nacional (1978-1981 e 1983-1985), Assuntos Europeus (1987-1989), Poder Local, Regiões e Ambiente (1989-1993) e Economia, Finanças e Plano (1981-1983). Foi também presidente da Delegação Parlamentar Portuguesa à Assembleia Parlamentar da OTAN (1979-1981 e 1985-1995). Foi Ministro da Administração Interna do VIII Governo Constitucional, de Francisco Pinto Balsemão. Presidiu à Mesa do Congresso Nacional do PSD, durante a liderança de Luís Filipe Menezes (2006-2007).
A 9 de Junho de 1994 foi feito Comendador da Ordem Militar de Cristo.
Recentemente exerceu os cargos de presidente dos Conselhos de Administração do Grupo Fomentinvest e da Lusitaniagás e de vogal do Conselho de Administração da Fundação Ilídio Pinho. É presidente da Câmara de Comércio e Indústria Árabe Portuguesa e cônsul honorário do Reino Hashemita da Jordânia em Portugal. É comentador político na RTP3.

## Funções governamentais exercidas
- VIII Governo Constitucional de Portugal
  - Ministro da Administração Interna